# Dion Malone
Dion Malone, né le 13 février 1989, est un footballeur international surinamien évoluant actuellement au poste de milieu défensif ou d'arrière droit

## Statistiques
| Club           | Saison      | Championnat | Championnat | Coupe  | Coupe | Continental | Continental | Total  | Total |
| Club           | Saison      | Matchs      | Buts        | Matchs | Buts  | Matchs      | Buts        | Matchs | Buts  |
| -------------- | ----------- | ----------- | ----------- | ------ | ----- | ----------- | ----------- | ------ | ----- |
| Almere City FC | 2008-2009   | 7           | 0           | —      | —     | —           | —           | 7      | 0     |
| Almere City FC | 2009-2010   | 14          | 0           | 1      | 0     | —           | —           | 15     | 0     |
| Almere City FC | 2010-2011   | 25          | 2           | 1      | 0     | —           | —           | 26     | 2     |
| Almere City FC | 2011-2012   | 31          | 0           | 2      | 1     | —           | —           | 33     | 1     |
| Almere City FC | Total       | 77          | 2           | 4      | 1     | —           | —           | 81     | 3     |
| ADO Den Haag   | 2012-2013   | 26          | 0           | 2      | 0     | —           | —           | 28     | 0     |
| ADO Den Haag   | 2013-2014   | 32          | 1           | 2      | 0     | —           | —           | 34     | 1     |
| ADO Den Haag   | 2014-2015   | 19          | 0           | 1      | 0     | —           | —           | 20     | 0     |
| ADO Den Haag   | Total       | 77          | 1           | 5      | 0     | —           | —           | 82     | 1     |
| Bilan total    | Bilan total | 154         | 3           | 9      | 1     | —           | —           | 163    | 4     |